# Мірандо Мрсич
Мірандо Мрсич (хорв. Mirando Mrsić; нар. 14 жовтня 1959) — хорватський лікар, політик, міністр праці та пенсійної системи в лівоцентристському уряді Зорана Мілановича з 23 грудня 2011 до 22 січня 2016.

## Життєпис
Народився 14 жовтня 1959 року у Спліті. Закінчивши початкову і середню школи у Макарській, вступив на медичний факультет Загребського університету, з якого випустився 1983 року. Там само 1989 року здобув ступінь магістра, а 2000 року — доктора філософії з біомедичних наук. Спеціалізувався з гематології.
У 2005⁣ — ⁣2009 роках і потім у 2010 був депутатом Загребської міської скупщини. З 2007 до 2011 — депутат Сабору, член Комітету з питань інформування, інформатизації та медіа, а також Комітету з питань охорони здоров'я та соціального забезпечення.
Був політтехнологом успішної президентської виборчої кампанії 2009-10 Іво Йосиповича. 
У березні 2018 року виключений із соціал-демократичної партії, членом якої був із 1997 року. У жовтні того ж року заснував і очолив нову політичну силу — партію «Демократи» (хорв. Demokrati).
Одружений, батько трьох дітей.